# Joachim Barrande
Pour les articles homonymes, voir Barrande.
Joachim Barrande (11 août 1799 - 5 octobre 1883) est un géologue et paléontologue français.

## Biographie
Joachim Barrande naît à Saugues, dans le département de la Haute-Loire. Il étudie à l'École polytechnique (Major de la promotion X 1819) à Paris. Bien qu'il ait reçu une formation d'ingénieur, il devient précepteur d'Henri d'Artois, le petit-fils de Charles X. Quand celui-ci abdique, Barrande l'accompagne dans son exil en Angleterre et en Écosse, puis plus tard à Prague.
Il s'installe dans cette ville en 1831 et travaille dans l'ingénierie. Il s'intéresse alors aux fossiles du Paléozoïque ancien de Bohême à l'occasion de la construction de voies de chemin de fer.
La publication en 1839 de The Silurian System par Roderick Murchison incite Barrande à conduire des recherches systématiques sur les couches stratigraphiques équivalentes de Bohême. Pendant dix ans (1840-1850), il fait une étude détaillée de ces roches, engageant des travailleurs pour collecter les fossiles et il obtient ainsi plus de 3 500 espèces de graptolites, brachiopodes, mollusques, arthropodes (en particulier des trilobites) et poissons. Le premier volume de son travail, traitant des trilobites, Le Système silurien du centre de la Bohême paraît en 1852. Jusqu'en 1881, vingt-et-un volumes in-quarto de textes et de gravures sont publiés. D'autres volumes sont achevés par Wilhelm Heinrich Waagen (1841-1900), Jaroslav Jiljí Jahn (1865-1934) (Échinodermes), Filip Poãta (1859-1924) (Bryozoaires, Hydrozoaires, Anthozoaires, Alcyonaires) et Jaroslav Perner (1869-1947) (Gastéropodes) et édités après sa mort, de 1887 à 1911.
Outre Le Système silurien de la Bohême, il publie un grand nombre de travaux, en particulier sur le paléozoïque ancien et la faune en Espagne, en Belgique, en Norvège et en Bavière. Il publie aussi La Défense des colonies qui suscite de nombreuses controverses dans la communauté scientifique.
Barrande meurt à Frohsdorf le 5 octobre 1883. Il repose dans le cimetière de Lanzenkirchen près de Vienne.
Sa devise « C'est ce que j'ai vu » témoigne de la rigueur scientifique de ses descriptions. Il fit don de ses collections de fossiles au musée national de Prague où elles sont toujours visibles dans une salle qui leur est consacrée.

## Héritage
Connu et admiré pour l'importance de son œuvre par les Tchèques, la France l'a reconnu tardivement en érigeant en 1966 à Saugues une stèle de granit commémorative et en donnant son nom au collège de son village natal.
Un quartier au sud de Prague, Barrandov, porte son nom. Son nom a, plus tard, été rendu encore plus célèbre par les Studios Barrandov, situés dans ce quartier et où ont été tournés la grande majorité des films du cinéma tchèque.

## Sources
- (en) « Joachim Barrande », dans Encyclopædia Britannica [détail de l’édition], 1911 (lire sur Wikisource).